# Góry Kereszu

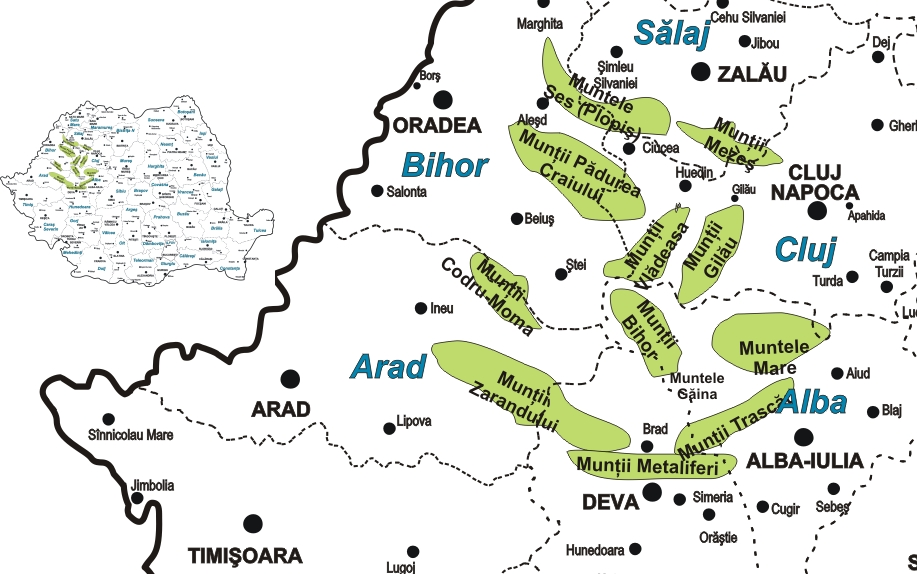
Główne pasma Gór Zachodniorumuńskich

Góry Kereszu (542.3) – grupa górska w Karpatach, stanowiąca zachodni skraj Gór Zachodniorumuńskich. Leży w zachodniej Rumunii (w Siedmiogrodzie).
W skład grupy Gór Kereszu wchodzą dwa niewielkie pasma górskie nie łączące się bezpośrednio, a tylko odgałęziające się od tego samego Masywu Biharu – Pădurea Craiului na północy i Góry Codru na południu, rozdzielone szeroką kotliną Beiuș. Do makroregionu włącza się jeszcze położoną na północy kotlinę Vad, która dzieli Góry Kereszu od gór Seș w grupie Gór Seș-Meseș.
Podział Gór Kereszu:
- 542.31 Góry Codru
- 542.32 Kotlina Beiuș
- 542.33 Pădurea Craiului
- 542.34 Kotlina Vad